# J.R. Giddens
Justin Ray Giddens (ur. 13 lutego 1985 w Oklahoma City) – amerykański koszykarz grający na pozycji rzucającego obrońcy, obecnie zawodnik Club Deportes Espanol de Talca.
W 2003 wystąpił w dwóch meczach gwiazd amerykańskich szkół średnich – McDonald’s All-American i Jordan Classic. Został też uznany najlepszym zawodnikiem szkół średnich stanu Oklahoma (Oklahoma Gatorade Player of the Year) oraz zaliczony do III składu Parade All-American.
Karierę zaczynał na uniwersytecie w Kansas. Osiągał tam średnio 11 punktów na mecz. Jednak w 2005 roku po napadzie przeniósł się do Nowego Meksyku. Tam grał dość dobrze – zdobywał średnio 16,3 punktów i 8,8 zbiórek. 26 czerwca 2006 w drafcie 2008 został wybrany przez Celtics z numerem 30. Nie szło mu najlepiej i 15 listopada 2008 roku został oddany do zespołu NBA Development League – Utah Flash. Do Celtics powrócił 8 lutego 2009 roku. W meczu z Denver Nuggets zdobył 4 punkty, będące jego pierwszymi punktami w NBA.
W sezonie 2008/2009 wystąpił w sumie w sześciu meczach, zdobywając łącznie cztery punkty. W sezonie 2009/2010 grał już znacznie więcej - najpierw w trykocie Boston Celtics, gdzie w 21 spotkaniach zdobył 24 punkty, a później w barwach New York Knicks, gdzie w 11 spotkaniach uzyskał 45 punktów.
Jesienią 2010 roku podpisał kontrakt z mistrzem Polski - Asseco Prokom Gdynia. Był jednym z wyróżniających się graczy gdyńskiego klubu. Jednakże po niepowodzeniu w Eurolidze i odpadnięciu z rozgrywek Giddens pod koniec 2010 roku rozwiązał kontrakt.
20 marca 2018 został zawodnikiem argentyńskiego Ferrocarril Oeste Capital Federal.
22 stycznia 2019 dołączył do chilijskiego Club Deportes Espanol de Talca.

## Osiągnięcia
Stan na 23 stycznia 2019, na podstawie, o ile nie zaznaczono inaczej.
NCAA
- Uczestnik:
  - rozgrywek Elite 8 turnieju NCAA (2004)
  - turnieju NCAA (2004, 2005)
  - konkursu wsadów NCAA (2008)[6]
- Mistrz sezonu zasadniczego konferencji Big 12 (2005)
- Koszykarz roku konferencji Mountain West (MWC – 2008)[7]
- Zaliczony do:
  - I składu:
    - All-MWC (2008)
    - najlepszych pierwszorocznych zawodników Big 12 (2004)

  - składu honorable mention:
    - Mountain West All-Conference  (2007)
    - All-Big 12 (2004)
- Lider MWC w zbiórkach (2008)

Drużynowe
- Wicemistrz:
  - meksykańskiej ligi CIBACOPA (2018)
  - włoskiej ligi LNP (II liga – 2013)[2]

Indywidualne
- MVP:
  - II kolejki Eurocup (2011/2012)
  - 12 rundy ligi greckiej (2011/2012)
- Zaliczony do I składu II ligi włoskiej (2014 przez eurobasket.com)[2]